# أنور الحق شادي
أنور الحق شادي سياسي أفغاني ولد في 12 أغسطس 1951 في مدينة ساروبي، مقاطعة كابول، المملكة الأفغانية (حاليا أفغانستان) شغل منصب وزير المالية في أفغانستان من ديسمبر 2004 إلى 5 فبراير 2009. ومن عام 2002 إلى عام 2004، كان رئيسًا لبنك دا أفغانستان، البنك المركزي لأفغانستان.